# Bernard Buffet

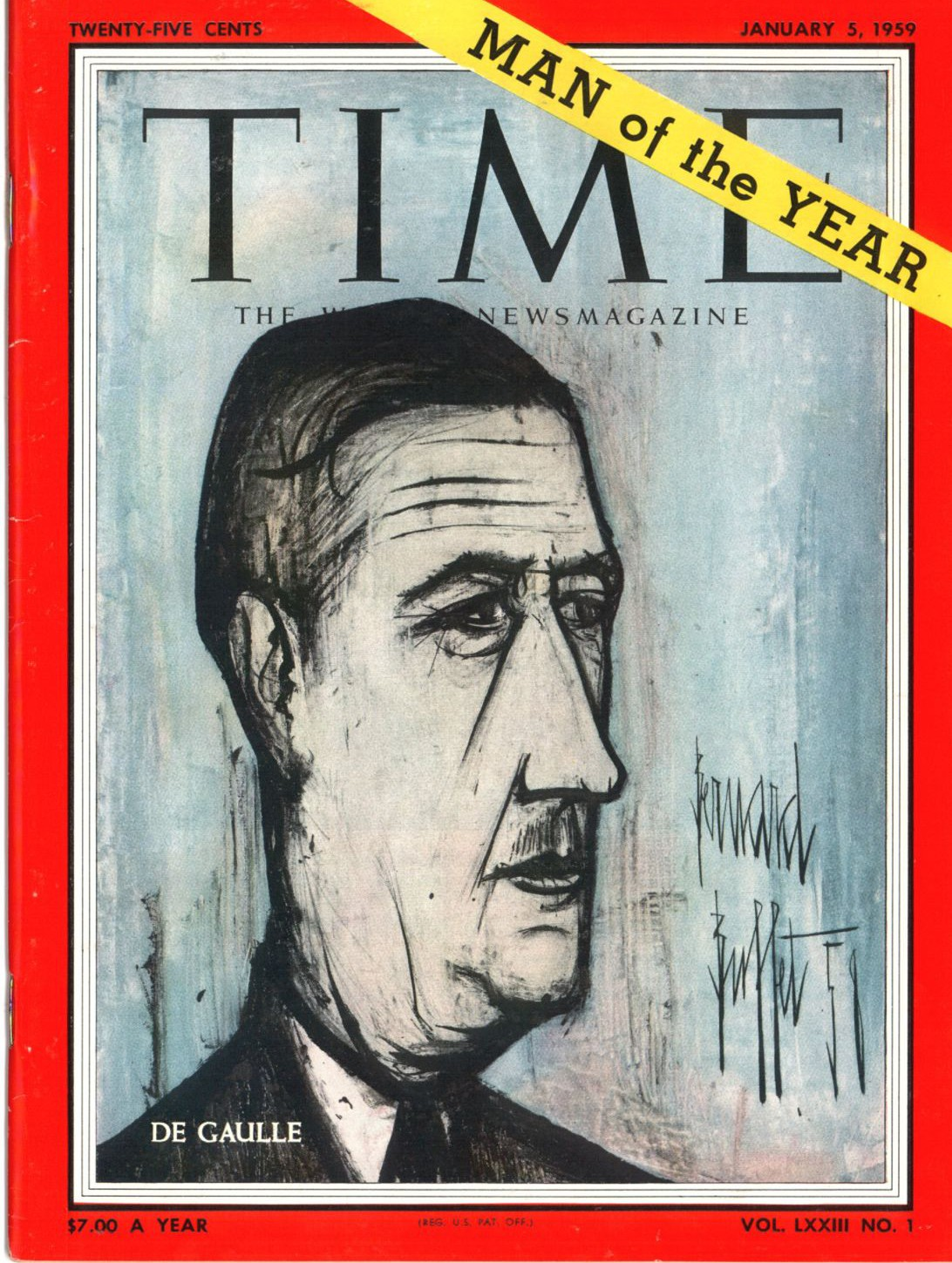
Charles de Gaulle (cover van Time Magazine, 1959)

Bernard Buffet (Parijs, 10 juli 1928 — Tourtour, 4 oktober 1999) was een Frans kunstschilder van het expressionisme en lid van de anti-abstracte kunstgroep L' Homme-Témoin. Buffet heeft meer dan 8000 werken op zijn naam staan. Naast schilder was hij ook illustrator en ontwerper.

## Biografie
Buffet studeerde aan de École nationale supérieure des beaux-arts en kreeg les van Eugène Narbonne. Hij studeerde samen met o.a. Maurice Boitel. Later ontmoette hij Marie-Thérèse Auffray, die een belangrijke invloed op zijn werk zou hebben. Op 17-jarige leeftijd exposeert hij in een Parijse Galerie en wordt zijn werk positief ontvangen. Zeker in de beginjaren is Buffet internationaal succesvol. Zijn stillevens en Parijse stadsgezichten kunnen worden beschouwd als typisch naoorlogs met het thema armoede en hun indringende uitstraling. Met de duidelijk aanwezige zwarte lijnen en de grijze waas die over de kleuren heen lijkt te hangen sluiten de schilderijen aan bij het existentialisme uit die tijd. 
In de jaren vijftig woonde Buffet een aantal jaren samen met zijn minnaar Pierre Bergé, die later een relatie kreeg met Yves Saint Laurent.
In 1958 trouwde Buffet met schrijfster en actrice Annabel Schwob, samen adopteerden ze drie kinderen.
In de jaren zestig, met de opkomst van abstracte kunst, werd zijn werk in kunstkringen omstreden omdat hij ook in de tweede helft van de 20e eeuw altijd aan het figuratieve karakter bleef vasthouden. Buffet bleef echter geliefd bij het publiek en was daardoor commercieel succesvol. Met name in Japan bleef zijn werk populair. Zijn werken worden beheerd door Galerie Maurice Garnier, die zich uitsluitend richt op het werk van Buffet.
Op latere leeftijd leed Buffet aan de ziekte van Parkinson en kon hij niet meer werken. Op 4 oktober 1999 pleegde Buffet zelfmoord in zijn huis in Tourtour.
Vanaf de jaren negentig van de 20e eeuw keert de internationale herkenning voor zijn werk terug. Wereldwijd vinden er in de 21e eeuw overzichtstentoonstellingen van zijn werk plaats. In 2006 organiseerde het  Gemeentemuseum in Den Haag een dergelijke tentoonstelling.

## Erkenning
In 1973 werd aan Buffet de Nationale orde van het Legioen van Eer toegekend.

## Verder lezen
- Nicholas Foulkes, Bernard Buffet: The Invention of the Modern Mega-artist. Preface Publishing, 14 januari 2016. ISBN 1848094442

- Art Gallery of South Australia: 8907
- Bibsys: 90197194
- Biblioteca Nacional de España: XX1196694
- Bibliothèque nationale de France: cb118944567 (data)
- Catàleg d'autoritats de noms i títols de Catalunya: 981058509672906706
- CiNii: DA01604015
- Gemeinsame Normdatei: 118664816
- International Standard Name Identifier: 0000 0001 2147 2486
- KulturNav: b5377388-9578-4dce-8533-eaaefb2b0d2a
- Library of Congress Control Number: n50041366
- MusicBrainz: 838b18c4-acac-4d8c-964c-001307c7bcf4
- Bibliotheek van het Japanse parlement: 00434748
- National Gallery of Victoria: 869
- Nationale Bibliotheek van Tsjechië: jn20000700255
- Nationale bibliotheek van Australië: 45684798
- Nationale Bibliotheek van Israël: 987007259281305171
- Nationale en Universitaire bibliotheek Zagreb: 000273996
- Nederlandse Thesaurus van Auteursnamen: 070358109
- Réseau des bibliothèques de Suisse occidentale: 02-A003055503
- RKD-Nederlands Instituut voor Kunstgeschiedenis: 13874
- Istituto Centrale per il Catalogo Unico: PALV008134
- SNAC: w68k8fn3
- Système universitaire de documentation: 026758229
- Trove: 1471821
- Union List of Artist Names: 500013970
- Virtual International Authority File: 109120791
- WorldCat: E39PBJmtBQJVWpyKw93rXGDDv3